# Faro de Alfanzina
El Faro de Alfanzina (en portugués: Farol de Alfanzina o también Farol do Cabo Carvoeiro do Algarve) es un faro situado en la freguesia de Carvoeiro, municipio de Lagoa,  distrito de Faro, Portugal.

## Historia
Los primeros estudios para la instalación de este faro se realizaronen 1913. En 1915 se compró el terreno para iniciar la construcción que duró hasta el 1 de diciembre de 1920 en que el faro entró en funcionamiento. La planta del faro es cuadrada, de 15 metros de altura, hecha de mampostería y recubierta de azulejo blanco. Se le instaló un aparato óptico de 3.er orden de modelo grande, 500 mm de distancia focal y un sistema de relojería para conseguir la rotación de la linterna. La lámpara era de incandescencia a vapor de petróleo y obtenía un alcance de 20 millas náuticas.
Fue electrificado en 1950 mediante unos grupos electrógenos, cambiándose la lámpara a una de incandescencia eléctrica, aumentándose la potencia hasta conseguir un alcance de 42 millas náuticas. En 1980 fue conectado a la red de electricidad e instalada una lámpara de 1000 w con un alcance de 29 millas náuticas. Fue automatizado en 1981.

## Características
El faro un luz blanca en grupos de dos destellos en un ciclo de 15 segundos. Su alcance nominal nocturno es de 29 millas náuticas.